# YOUNG HASTLE
YOUNG HASTLE（ヤング・ハッスル）は、日本で活動するヒップホップMC。愛称はヤンハス。

## 来歴
中学3年生の時にキングギドラ（現KGDR）のアルバム『空からの力』に衝撃を受け、日本語ラップやヒップホップを聴き始める。2002年よりラップ活動を始め、渋谷のクラブなどでライブ活動を行い始める。2010年6月に1stアルバム『THIS IS MY HUSTLE』でCDデビュー。
2015年、DJ TY-KOH、KOWICHIと共にFLY BOY RECORDSを設立。
2017年4月、初のワンマンライブを開催。

## 人物
- スポーツジムでの筋力トレーニングを日々行っている。筋トレを本格的に始めたのは1人暮らしを始め、食生活が変わった結果痩せてしまったのがきっかけだという[3]。本気で体づくりをしている期間は、ジムでの運動に加え食事の準備などにも時間を使い、曲作りに時間と体力が回らない時もあるという[4]。俳優の金子賢が主催する大会「サマー・スタイル・アワード」にも出場している。2017年には筋トレソング集『Gym Time The EP』を配信限定でリリースしている[5]。

## 作品

### アルバム
| 枚数 | 発売日    | タイトル               | 順位 | 販売形態 | 規格品番 |
| ---- | --------- | ---------------------- | ---- | -------- | -------- |
| 1    | 2010年6月 | THIS IS MY HUSTLE      | -位  | CD       | -        |
| 2    | 2012年7月 | Can't Knock The Hastle | -位  | CD       | -        |
| 3    | 2014年7月 | RETURN OF THE HASTLE   | -位  | CD       | -        |
| 4    | 2017年3月 | Forever Living Young   | -位  | CD       | -        |
| 5    | 2018年4月 | LOVE HASTLE            | -位  | CD       | -        |

### EP
| 枚数 | 発売日    | タイトル                   | 順位 | 販売形態 | 規格品番 |
| ---- | --------- | -------------------------- | ---- | -------- | -------- |
| 1    | 2011年6月 | THIS IS MY HUSTLE REMIX EP | -位  | -        | -        |
| 2    | 2016年    | TYH THE EP                 | -位  | -        | -        |
| 3    | 2017年6月 | Gym Time The EP            | -位  | -        | -        |
| 4    | 2017年8月 | 夏が好き THE EP            | -位  | -        | -        |

### ミックスCD
- 『TYH the Mixtape』（DJ TY-KOHとのコラボミックスCD）

## 出演
- テレビ
  - フリースタイルダンジョン（テレビ朝日、2015年11月4日）
- 雑誌
  - Number Do 2017 Vol.29[7]